# CCR8
CCR8 (англ. C-C motif chemokine receptor 8) – білок, який кодується однойменним геном, розташованим у людей на короткому плечі 3-ї хромосоми.  Довжина поліпептидного ланцюга білка становить 355 амінокислот, а молекулярна маса — 40 844.
| 10         |  | 20         |  | 30         |  | 40         |  | 50         |
| ---------- |  | ---------- |  | ---------- |  | ---------- |  | ---------- |
| MDYTLDLSVT |  | TVTDYYYPDI |  | FSSPCDAELI |  | QTNGKLLLAV |  | FYCLLFVFSL |
| LGNSLVILVL |  | VVCKKLRSIT |  | DVYLLNLALS |  | DLLFVFSFPF |  | QTYYLLDQWV |
| FGTVMCKVVS |  | GFYYIGFYSS |  | MFFITLMSVD |  | RYLAVVHAVY |  | ALKVRTIRMG |
| TTLCLAVWLT |  | AIMATIPLLV |  | FYQVASEDGV |  | LQCYSFYNQQ |  | TLKWKIFTNF |
| KMNILGLLIP |  | FTIFMFCYIK |  | ILHQLKRCQN |  | HNKTKAIRLV |  | LIVVIASLLF |
| WVPFNVVLFL |  | TSLHSMHILD |  | GCSISQQLTY |  | ATHVTEIISF |  | THCCVNPVIY |
| AFVGEKFKKH |  | LSEIFQKSCS |  | QIFNYLGRQM |  | PRESCEKSSS |  | CQQHSSRSSS |
| VDYIL      |  |            |  |            |  |            |  |            |

A: Аланін

C: Цистеїн

D: Аспарагінова кислота

E: Глутамінова кислота

F: Фенілаланін

G: Гліцин

H: Гістидин

I: Ізолейцин

K: Лізин

L: Лейцин

M: Метіонін

N: Аспарагін

P: Пролін

Q: Глутамін

R: Аргінін

S: Серин

T: Треонін

V: Валін

W: Триптофан

Кодований геном білок за функціями належить до рецепторів, g-білокспряжених рецепторів, білків внутрішньоклітинного сигналінгу. 
Задіяний у таких біологічних процесах як поліморфізм, альтернативний сплайсинг. 
Локалізований у клітинній мембрані, мембрані.